# Wróblowice (Kraków)
Wróblowice – obszar Krakowa (od 1 stycznia 1973) wchodzący w skład Dzielnicy X Swoszowice, położony na terenie Pogórza Wielickiego. Wróblowice to osiedle luksusowych willi oraz domków jednorodzinnych.

## Historia

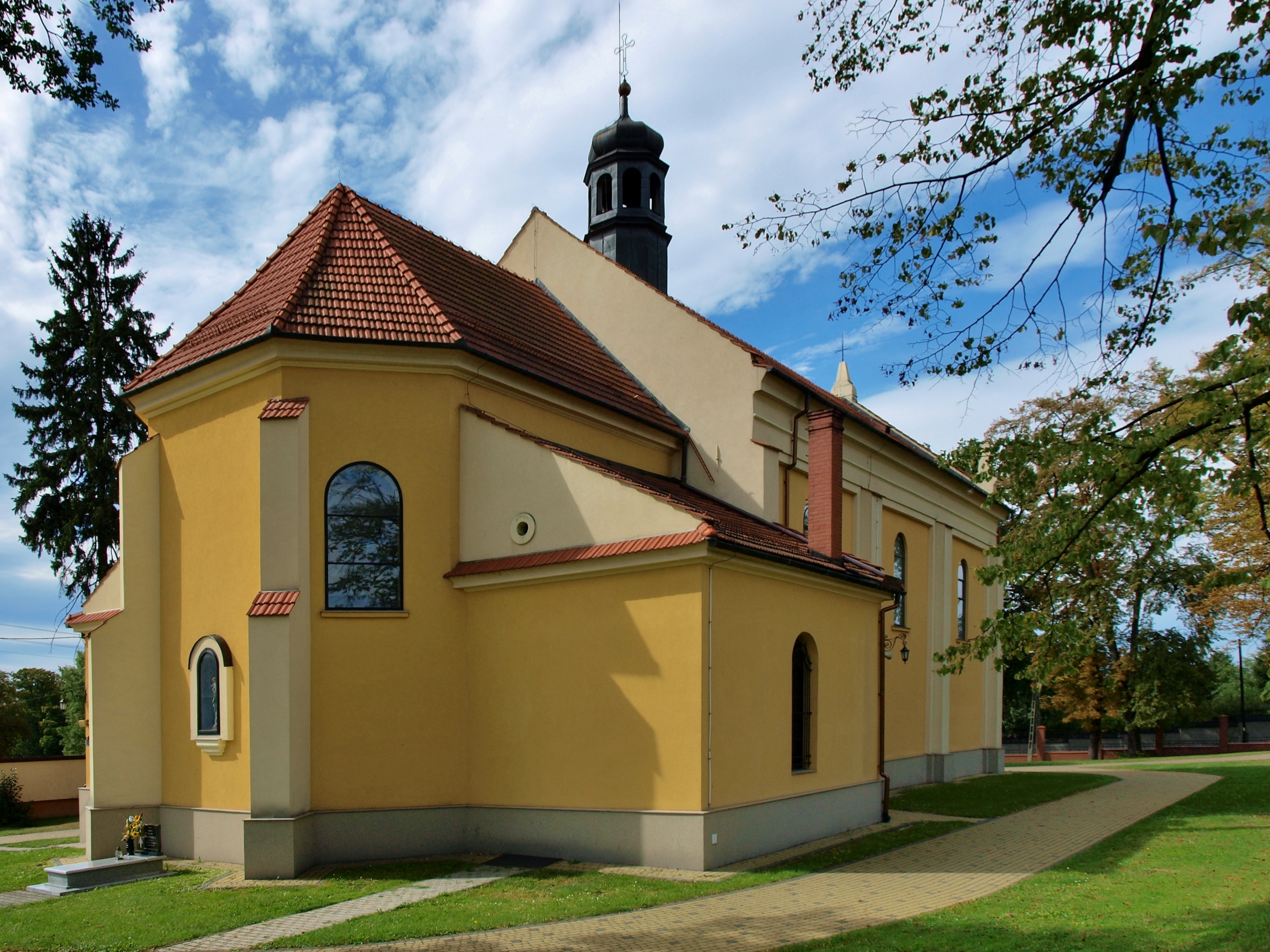
Kościół Przemienienia Pańskiego we Wróblowicach

- 1381 r. – w zachowanej do dziś kronice Wróblowic wymieniono wieś Vroblouicz, której nazwa pochodzi zapewne od nazwy osobowej Wrobel.
- 1389 r. – właścicielem wsi Wróblouicz jest Samborius.
- 1400–1404 r. – kolejnym właścicielem wsi Wrobluicze (Wroblouice) jest Wawrzyniec Nosek.
- 1416–1420 r. – wieś jest własnością Jana, Mikołaja i Franciszka Nosków.
- 1421 r. – dziedzice wsi Wroblowice Mikołaj Nosek i jego żona Helena sprzedają część tejże wsi Jakuszowi, dziedzicowi z Zielenic (Zalecic).
- 1423 r. – Frącko (Franczko), właściciel części Wroblowice sprzedają ją swym braciom Janowi i Mikołajowi (przypuszczalnie to te same osoby, które występują w danych z roku 1416–1420).
- 1424 r. – Jan i Mikołaj, zapewne Nosek – są nadal współwłaścicielami Wroblowic. Niewątpliwie mają oni tutaj swoją siedzibę.
- 1427 r. – Mikołaj i Jan, bracia z Brzezia darowują część swej wsi Wroblowice (kupioną od Mikołaja, Jana, Franciszka Nosków) klasztorowi św. Katarzyny na Kazimierzu w Krakowie.
- 1470–1480 r. – Wroblowycze (Wroblowicze) w parafii św. Jakuba na Kazimierzu są własnością klasztoru św. Katarzyny, ofiarowaną zakonowi przez Zbigniewa z Brzezia, marszałka koronnego. We wsi jest folwark.
- 1490 r. – wieś Vroblowycze w parafii Rybie Wielkie, w powiecie szczyżyckim.
- 1529 r. – w dokumencie występuje inna wersja nazwy wsi Wroblyowicze.
- 1564 r. – kolejna wersja nazwy wsi: Wroblowicze.
- 1570 r. – wieś Wroblowicze jest nadal własnością klasztoru św. Katarzyny.
- 1581 r. – Wroblowicze ponownie w parafii św. Jakuba, powiat bez zmian.
- 1629–1680 r. – nadal nie zmieniają się: właściciel – klasztor augustianów przy kościele św. Katarzyny, parafia i powiat.
- po 1772 r. (1784 r. ?) – zachowana mapa wsi Wróblowice ukazuje zabudowania dworskie w środku wsi, na północ od drogi do Rajska. Od zachodu znajdują się cztery stawy, od wschodu dwa, między nimi leży folwark zapewne z dworem i ogrodami. Zabudowania gospodarcze i przypuszczalnie dwór zgrupowane są przy podwórzu w środku założenia oraz w jego północnej części, dokąd prowadzi droga gospodarcza, biegnąca alej do lasu na północy wsi. środkową i północną część folwarku oddziela teren zielony.
- 1847 r. – plan katastralny przedstawia założenie dworskie w tym samym miejscu, co w wieku XVIII. Nadal jest droga gospodarcza, prowadząca na północ, ale od wsi biegną dwie drogi: od zachodu (wzdłuż stawów) oraz od południowego wschodu. Z dużego stawu od wschodu pozostał niewielki zbiornik. Zbudowano budynek mieszkalny dla służby. Północno-wschodnia część założenia to teraz teren kościoła i plebanii. Właścicielem dworu i przyległych terenów jest Włodek.
- 1850 r. – właścicielem wsi jest Teodor hr. Lanckoroński, potem dobra kupuje Jakub Leśniak, właściciel Sidziny.
- 1888–1889 r. – budowa murowanego kościoła pod wezwaniem Przemienienia Pańskiego w miejscu poprzedniego kościoła – dzwonnica z XVIII wieku.
- po 1889 r. – mapa twierdz austriackich ukazuje folwark – jest dwór.
- przed 1895 r. – właścicielem posiadłości tabularnej, liczącej 196 morgów jest syn Jakuba – Teodor Leśniak. We wsi jest 85 domów.
- przed 1939 r. – dziedzicem dworu jest Tadeusz Leśniak, który sprzedaje dobra po kawałku.
- 1962 r. – istniała prywatna linia autobusowa Cyrankiewicza, łącząca Swoszowice z Krakowem.
- 1973 r. – Wróblowice zostają przyłączone do Krakowa.

## Szkolnictwo
Początki szkolnictwa publicznego we Wróblowicach związane są z decyzją Rady Szkolnej Krajowej o wydzieleniu ze szkoły w Swoszowicach z dniem 1 września 1904 roku osobnej, jednoklasowej szkoły ludowej we Wróblowicach.
Pierwszym nauczycielem tej placówki była Helena Wiśniowska pracującą do roku 1910, później zatrudniono Helenę Senowską. W ciągu minionego stulecia istnienia szkoły można doszukać się nazwisk 14 kierowników bądź dyrektorów.
Obecnie w placówce pracuje 59 nauczycieli, którzy nauczają ok. 700 uczniów.

## Obiekty sakralne

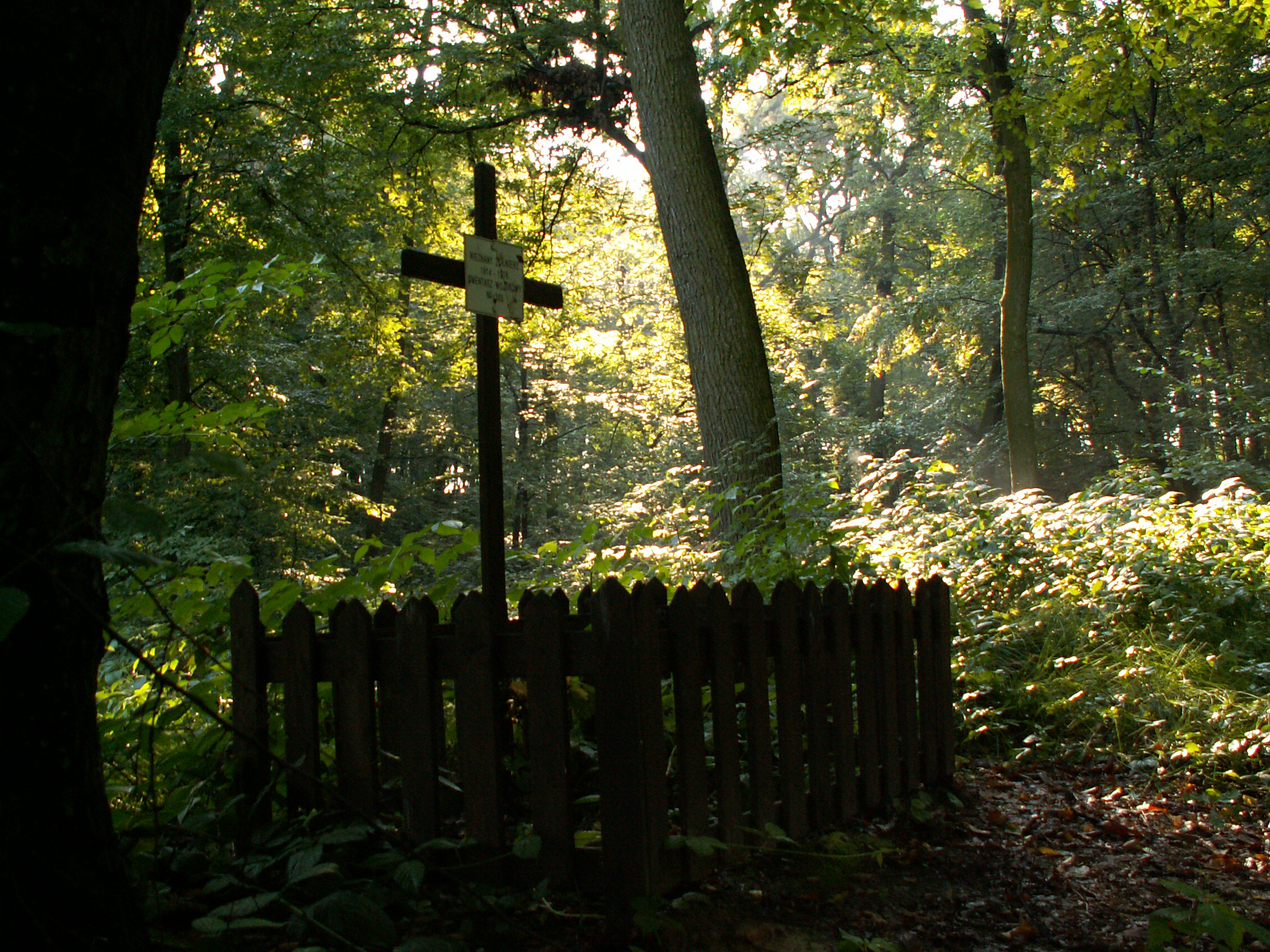
Cmentarz wojenny nr 383

- Pierwszy kościółek, a raczej kaplica (własność o.o. Augustianów) zbudowana była z drzewa jodłowego. W głównym ołtarzu był obraz Przemienienia Pańskiego, w bocznym obraz Matki Boskiej Częstochowskiej. W 1821 r. przybudowano do kaplicy dzwonnicę. W 1875 r. rozpoczęto budowę dzisiejszego kościoła Przemienienia Pańskiego (konsekracja w 1881 r. przez biskupa Albina Dunajewskiego). Znajduje się przy ul. Bogdanowskiego.
- Cmentarz przy ul. Niewodniczańskiego.
- Cmentarz wojenny nr 383 – Wróblowice z okresu I wojny światowej, przy ul. Bochnaka.

## Stan obecny
We Wróblowicach znajdują się m.in.:
- zabytkowy dworek,
- Zespół Szkolno-Przedszkolny nr. 13 (w skład której wchodzą Szkoła Podstawowa nr. 135 i Samorządowe Przedszkole nr. 136),
- Klub Wróblowice - klub kultury wchodzący w skład Centrum Kultury Podgórza,
- Biblioteka Kraków - Filia nr. 36
- boisko sportowe klubu piłkarskiego Wróblowianka,
- sklepy przemysłowe i spożywcze.